# Ori and the Blind Forest
Ori and the Blind Forest es un videojuego de plataforma aventura de un jugador con el estilo de Metroidvania diseñado por Moon Studios, un desarrollador independiente, y publicado por Microsoft Studios. El juego fue lanzado en 11 de marzo de 2015 y en solo 1 semana llegó al Millón de ventas por Microsoft Windows y Xbox One. Una nueva edición Ori and the Blind Forest: Definitive Edition se lanzó por Xbox One en 11 de marzo de 2016, y por Windows en 27 de abril de 2016.
La Edición de Ori and the Blind Forest: Definitive Edition se lanzó para la consola Nintendo Switch en 27 de septiembre de 2019.
El videojuego se desarrolló por Moon Studios que no tiene una sede oficina real. Los miembros de equipo de desarrollo son de todo el mundo. El juego fue adquirido por Microsoft Studios un año después del inicio del desarrollo. La historia del juego se inspiró por El rey león y El gigante de hierro, mientras unos de los elementos de sistema de juego se inspiró por las franquicias de Rayman y Metroid.
Al lanzamiento, el videojuego recibió reconocimiento de los críticos y los jugadores que aplaudieron su sistema de juego, estilo de arte, historia, secuencias de acción, y diseño ambiente. El cofundador de Moon Studios Gennadiy Korol dijo que el juego fue lucrativo por la empresa en menos de una semana después de su lanzamiento inicial.

## Sistema de juego
Ori and the Blind Forest es un videojuego de plataformas, donde el jugador asume el control de Ori, un espíritu guardián blanco, y Sein, quien es la luz y los ojos del Árbol del Espíritu. Ori tiene las habilidades de saltar, trepar y muchas otras. Sein tiene la habilidad de disparar Llamas de Espíritu para combatir enemigos o derribar obstáculos. 
Ori deberá interactuar con su entorno saltando de plataforma en plataforma, resolviendo acertijos y enfrentándose con múltiples enemigos para cumplir con la tarea de restaurar el bosque.
El jugador ayudará a Ori a recolectar fragmentos de vida, fragmentos de energía, nuevas habilidades y mejoras. El mundo del juego se revela al jugador al estilo de Metroidvania - a medida que se adquieren nuevas habilidades, los jugadores pueden acceder a áreas que eran inaccesibles anteriormente.
El juego dispone de puntos de guardado (llamados "pozos de espíritu") distribuidos por todo su mundo, además de estos, el jugador puede también crear en cualquier momento "vínculos de alma", los cuales sirven como checkpoints. Sin embargo, los vínculos de alma solo pueden ser creados utilizando celdas de energía, siendo estas un recurso escaso que debe recolectarse en el juego, el jugador se ve forzado a crear vínculos de alma solo cuando es realmente necesario.
El jugador puede también ganar puntos de habilidad, utilizados para adquirir mejoras y beneficios, como por ejemplo daño incrementado para las Llamas de Espíritu. Estas mejoras pueden ser compradas solo en los puntos donde se haya creado un Vínculo de Alma y solo si el jugador tiene suficientes puntos de habilidad para cubrir el costo de la mejora. Eliminando a los enemigos y destruyendo plantas varias que se encuentran en el mundo de juego Ori obtiene puntos de experiencia, un punto de habilidad es ganado solo cuando se obtienen suficientes los puntos de experiencia requeridos para ello. Las habilidades deben ser compradas de forma secuencial, siempre habiendo comprado la habilidad que la precede en el Árbol de Habilidades, y volviéndose estas cada vez más caras a medida que progresamos en el desarrollo de este árbol.

## Trama
La voz del Árbol del Espíritu comienza la historia narrando desde el momento en el que Ori cae del árbol al bosque de Nibel durante una tormenta. Ori es encontrado y adoptado por una criatura llamada Naru, quien cría a Ori como su propio hijo. Tiempo después, un cataclismo cae sobre el bosque y los suministros de alimentos se secaron. Naru muere. Debilitado por el cataclismo y huérfano, Ori sale a explorar el bosque solo. Después de derrumbarse cerca del Árbol del Espíritu, Ori recobró el ánimo y se unió a Sein, que es la luz y los ojos de Árbol de Espíritu. Sein guio a Ori en su aventura para restaurar el bosque de Nibel. Para hacerlo, Ellos tendrían que recuperar los Elementos de Luz que hubieron sostenido el Árbol de Espíritu: Elemento de agua, Elemento de viento, y Elemento de calor.
En su búsqueda, Ori y Sein encontraron dos seres: Gumo, un ser con apariencia de araña quien es el superviviente último del clan Gumon, que hubo mantenido el Elemento de viento; y Kuro, una búho gigante que era hostil hacia Ori. Su hostilidad y el cataclismo se explicaron en las escenas retrospectivas durante el videojuego. Después de perder a Ori, el Árbol del Espíritu emitió luz para convocarlo, pero la luz era mortal para los búhos y mató a las crías de Kuro. Para evitar que esto sucediera a su única cría no nacida, Kuro robó el núcleo del Árbol del Espíritu, que era Sein. Sin el apoyo de Árbol del Espíritu, los Elementos no se pudieron mantener y el bosque de Nibel se marchitó. 
Cuando Ori restauró el Elemento de viento, Gumo se dio cuenta de las intenciones de Ori y Sein, y usó el poder que su clan había almacenado para revivir a Naru. Después de la restauración del último Elemento de calor en el volcán Monte Horu, Kuro capturó a Ori y Sein cuando el fuego de Horu comenzó a extenderse. Naru llegó a la escena y encontró a Ori inconsciente. En su intento por curar a Ori, Naru inspiró a Kuro. Kuro recordó que fue golpeada por el dolor de la pérdida de sus crías. En este momento, el fuego engulló el nido de Kuro y su último huevo. Kuro llevó a Sein al Árbol del Espíritu, y puso a Sein en el lugar apropiado. El Árbol se restauró y emitió una luz luminosa que extinguió el fuego y curó el bosque. Kuro se evaporó por la luz. 
El juego termina con la escena mostrado el bosque lozano. Ori, Gumo y Naru aparecen sentados y mirando el crecimiento de los nuevos espíritus en el pie del Árbol del Espíritu. Después Naru vuelve a su casa, y revisa el huevo de Kuro que adoptó, entonces se dio cuenta de que el huevo de Kuro se empezaba a quebrar y la última y única cría estaba por nacer.

## Ori and the Will of the Wisps
En el E3 2018, se reveló un nuevo tráiler de la nueva entrega de Ori, la cual contara los acontecimiento después de la primera entrega.
Aún no se tienen detalles de la historia.
El juego fue lanzado para Xbox One y PC el 11 de marzo de 2020.

## Recepción
Ori and the Blind Forest recibió aclamación crítica, con los jugadores alabando el modo de juego, estilo de arte, historia, secuencias de acción, banda sonora, y diseño de ambientes y escenarios.